# Sede titolare di Sinopoli
Sinopoli (in latino: Sinopolitana seu Sicopolitana) è una sede titolare soppressa della Chiesa cattolica.
Konrad Eubel, nell'opera Hierarchia Catholica Medii Aevi, afferma che la sede di Sinopoli o Sicopoli «videtur eadem esse ac Zenopolitana».

## Cronotassi dei vescovi titolari
- Giovanni Maria (Pietro d'Alcántara di Santa Teresa) Leonardi, O.C.D. † (28 aprile 1704 - 1707 deceduto)
- Francisco Pallás y Faro, O.P. † (11 luglio 1753 - 6 marzo 1778 deceduto)
- Jacques-Léon Thomine-Desmazures, M.E.P. † (4 aprile 1856 - 25 gennaio 1869 deceduto)
- Luigi Barbato Pasca di Magliano † (21 dicembre 1874 - 1º luglio 1878 succeduto vescovo di Alife)
- Antonio Pistocchi † (27 febbraio 1880 - 24 marzo 1884 nominato vescovo di Cassano all'Jonio)
- Raffaele Molina † (13 novembre 1884 - 1890 deceduto)